# Lekcjonarz 6
Lekcjonarz 6 (według numeracji Gregory-Aland), oznaczany przy pomocy siglum ℓ 6 – rękopis Nowego Testamentu pisany uncjałą na pergaminie w języku greckim i arabskim z XIII wieku. Służył do czytań liturgicznych.

## Opis rękopisu
Kodeks zawiera wybór lekcji z Dziejów Apostolskich, Listów Pawła, Psalmów oraz niewiele lekcji z Ewangelii do czytań liturgicznych, na 275 pergaminowych kartach (19 cm na 13,5 cm).
Tekst rękopisu pisany jest dwoma kolumnami na stronę, 18 linijek w kolumnie.
W Mateuszu 23,35 fraza υιου βαραχιου (syn Barachiasza) została opuszczona, w czym jest zgodny z Kodeksem Synajskim, 59, ℓ 13, ℓ 185 oraz cytatami Euzebiusza.

## Historia
Według kolofonu rękopis sporządzony został w roku 1265. Rękopis badał Johann Jakob Wettstein oraz Dermount.
Obecnie przechowywany jest w bibliotece Uniwersytetu w Lejdzie (Or. 243) w Lejdzie.
Jest rzadko cytowany w naukowych wydaniach greckiego Novum Testamentum Nestle-Alanda (UBS3). NA27 nie cytuje go.